# Summoning
A Summoning ausztriai black metal együttes. Zenéjük az underground black metal színtérből nőtt ki, jelentős fantasy (J. R. R. Tolkien, Michael Moorcock) hatással, monumentális, főként billentyűs hangszerekre épülve.
Az 1993-ban alakult együttest kezdetben hárman alkották, de 1995 óta csak két tagot számlál: Silenius (Michael Gregor) énekes, billentyűs, basszusgitárost és Protector (Richard Lederer) énekes, billentyűs, gitáros, dobprogramot használót. Lassan hömpölygő dallamok, változatos billentyűtémák, dobgép jellemzik zenéjüket. 

## Diszkográfia
- Lugburz (1995)
- Minas Morgul (1995)
- Dol Guldur (1996)
- Nightshade Forests (EP, 1997)
- Stronghold (1999)
- Let Mortal Heroes Sing Your Fame (2001)
- Lost Tales (EP, 2002)
- Oath Bound (2006)
- Old Mornings Dawn (2013)
- Of Pale White Morns and Darkened Eves (EP, 2013)
- With Doom We Come (2018)
- As Echoes from the World of Old (EP, 2018)